# The native tour
The Native Tour es la tercera gira de conciertos realizada por la banda estadounidense OneRepublic, como promoción al lanzamiento de su álbum Native (2013). La gira, que incluyó conciertos en 5 continentes, inició el 2 de abril de 2013 en Milán, Italia y finalizó el 20 de septiembre de 2015 en Sao Paulo, Brasil, siendo el tour más largo de la banda hasta la fecha.[cita requerida]

## Actos de apertura
- The Script (Native Summer Tour)
- American Authors (Native Summer Tour)
- Lights (Native Summer Tour)
- Christina Perri
- The Makemakes  (Sudeste Europeo)
- Jamie Scott
- Kongos (Native Fall Tour)
- The Last Internationale (Italia; 2015)
- Lights (Canadá)
- Harel Skaat (Tel Aviv)[2]

## Lista de temas
1. «Don't Look Down»
2. «Light It Up»
3. «Secrets»
4. «All the Right Moves»
5. «What You Wanted»
6. «Stop and Stare»
7. «Spanish Guitar Medley»
8. «Something I Need»
9. «Apologize»
10. «Counting Stars»
11. «Come Home»
12. «Preacher»
13. «Can't Stop»
14. «Good Life»
15. «I Lived»

Encore
1. «Feel Again»
2. «Life in Color»
3. «If I Lose Myself»[3]

## Fechas de la gira
| Fecha                                       | Ciudad            | País              | Recinto                               | Asistencia        | Ingreso bruto    |
| Europa - etapa 1                            | Europa - etapa 1  | Europa - etapa 1  | Europa - etapa 1                      | Europa - etapa 1  | Europa - etapa 1 |
| ------------------------------------------- | ----------------- | ----------------- | ------------------------------------- | ----------------- | ---------------- |
| 2 de abril de 2013                          | Milán             | Italia            | Alcatraz                              | 2000 / 2000       | —                |
| 3 de abril de 2013                          | Lausanne          | Suiza             | Salle Metropole                       | —                 | —                |
| 5 de abril de 2013                          | Zúrich            | Suiza             | Komplex 457                           | —                 | —                |
| 6 de abril de 2013                          | Lauterbrunnen     | Suiza             | Snowpen Air                           | —                 | —                |
| 8 de abril de 2013                          | Vienna            | Austria           | Wiener Stadthalle                     | 16.152 / 16.152   | —                |
| 9 de abril de 2013                          | Munich            | Alemania          | Zenith                                | —                 | —                |
| 10 de abril de 2013                         | Stuttgart         | Alemania          | LKA-Longhorn                          | —                 | —                |
| 11 de abril de 2013                         | Esch-sur-Alzette  | Luxembourg        | Rockhal                               | —                 | —                |
| 13 de abril de 2013                         | Düsseldorf        | Alemania          | Mitsubishi Electric Halle             | —                 | —                |
| 14 de abril de 2013                         | Hanover           | Alemania          | Hanover Capitol                       | —                 | —                |
| 15 de abril de 2013                         | Berlín            | Alemania          | Huxley's Neue Welt                    | —                 | —                |
| 17 de abril de 2013                         | Offenbach am Main | Alemania          | Capitol Theatre                       | —                 | —                |
| 18 de abril de 2013                         | Ámsterdam         | Países Bajos      | Paradiso                              | —                 | —                |
| 19 de abril de 2013                         | Antwerp           | Bélgica           | Muziekcentrum                         | —                 | —                |
| 20 de abril de 2013                         | París             | France            | Trianon                               | —                 | —                |
| 24 de abril de 2013                         | Londres           | Inglaterra        | Shepherd's Bush Empire                | —                 | —                |
| 25 de abril de 2013                         | Manchester        | Inglaterra        | Ritz                                  | —                 | —                |
| 26 de abril de 2013                         | Glasgow           | Scotland          | O2 Academy Glasglow                   | —                 | —                |
| 26 de abril de 2013                         | Belfast           | Irlanda del Norte | Ulster Hall                           | —                 | —                |
| 30 de abril de 2013                         | Dublín            | Irlanda           | Olympia                               | —                 | —                |
| 30 de abril de 2013                         | Londres           | Inglaterra        | St Giles in the Fields                | —                 | —                |
| Asia - etapa 1                              |                   |                   |                                       |                   |                  |
| 14 de julio de 2013                         | Byblos            | Lebanon           | Byblos International Festival         | —                 | —                |
| Norteamérica - etapa 1                      |                   |                   |                                       |                   |                  |
| 19 de julio de 2013                         | Tulsa             | Estados Unidos    | Cain's Ballroom                       | —                 | —                |
| 20 de julio de 2013                         | St. Louis         | Estados Unidos    | Peabody Opera House                   | —                 | —                |
| 22 de julio de 2013                         | Maplewood         | Estados Unidos    | Maplewood Myth                        | —                 | —                |
| 23 de julio de 2013                         | Highland Park     | Estados Unidos    | Ravinia Festival                      | —                 | —                |
| 25 de julio de 2013                         | Columbus          | Estados Unidos    | Lifestyle Communities Pavilion        | —                 | —                |
| 26 de julio de 2013                         | Hershey           | Estados Unidos    | Hershey Park Stadium                  | —                 | —                |
| 27 de julio de 2013                         | Rochester         | Estados Unidos    | Meadow Brook Music Festival           | —                 | —                |
| 28 de julio de 2013                         | Hopewell          | Estados Unidos    | CMAC                                  | —                 | —                |
| 30 de julio de 2013                         | Newport           | Estados Unidos    | Newport Yachting Center               | —                 | —                |
| 1 de agosto de 2013                         | Boston            | Estados Unidos    | Bank of America Pavilion              | —                 | —                |
| 2 de agosto de 2013                         | Mashantucket      | Estados Unidos    | MGM Grand Theater                     | —                 | —                |
| 3 de agosto de 2013                         | Bethlehem         | Estados Unidos    | Musikfest                             | —                 | —                |
| 5 de agosto de 2013                         | Vienna            | Estados Unidos    | Filene Center at Wolf Trap            | —                 | —                |
| 6 de agosto de 2013                         | Hyannis           | Estados Unidos    | Cape Cod Melody Tent                  | —                 | —                |
| 8 de agosto de 2013                         | Big Flats         | Estados Unidos    | Summer Stage at Tag's                 | —                 | —                |
| 9 de agosto de 2013                         | Baltimore         | Estados Unidos    | Pier Six Concert Pavilion             | —                 | —                |
| 10 de agosto de 2013                        | New York City     | Estados Unidos    | Hudson River Park                     | —                 | —                |
| 12 de agosto de 2013                        | Orlando           | Estados Unidos    | Hard Rock Live                        | —                 | —                |
| 13 de agosto de 2013                        | Hollywood         | Estados Unidos    | Hard Rock Live                        | —                 | —                |
| 15 de agosto de 2013                        | Atlanta           | Estados Unidos    | Chastain Park                         | —                 | —                |
| 16 de agosto de 2013                        | Charlotte         | Estados Unidos    | Time Warner Cable Uptown Amphitheatre | —                 | —                |
| 18 de agosto de 2013                        | Nashville         | Estados Unidos    | The Woods Amphitheater at Fontanel    | —                 | —                |
| 4 de septiembre de 2013                     | Sopkane           | Estados Unidos    | INB Performing Arts Center            | —                 | —                |
| 6 de septiembre de 2013                     | Reno              | Estados Unidos    | Grand Sierra Resort                   | —                 | —                |
| 11 de septiembre de 2013                    | Los Ángeles       | Estados Unidos    | Greek Theater                         | —                 | —                |
| 15 de septiembre de 2013                    | Phoenix           | Estados Unidos    | Comerica Theater                      | —                 | —                |
| 19 de septiembre de 2013                    | Austin            | Estados Unidos    | Moody Theater                         | —                 | —                |
| 20 de septiembre de 2013                    | Houston           | Estados Unidos    | Bayou Music Center                    | —                 | —                |
| 21 de septiembre de 2013                    | Grand Prairie     | Estados Unidos    | Verizon Theatre                       | —                 | —                |
| 29 de septiembre de 2013                    | San Francisco     | Estados Unidos    | Sharon Meadow                         | —                 | —                |
| 11 de octubre de 2013                       | Orlando           | Estados Unidos    | CFE Arena                             | —                 | —                |
| Asia - etapa 2                              |                   |                   |                                       |                   |                  |
| 26 de octubre de 2013                       | Jakarta           | Indonesia         | Jakarta International Expo            | —                 | —                |
| 29 de octubre de 2013                       | Sentosa           | Singapur          | Hard Rock Coliseum                    | —                 | —                |
| 31 de octubre de 2013                       | Kuala Lumpur      | Malaysia          | Sunway Lagoon                         | —                 | —                |
| 2 de noviembre de 2013                      | Shanghái          | China             | Shanghai Grand Stage                  | —                 | —                |
| 4 de noviembre de 2013                      | Beijing           | China             | Workers Indoor Arena                  | —                 | —                |
| 6 de noviembre de 2013                      | Manila            | Philippines       | Smart Araneta Coliseum                | —                 | —                |
| Oceanía                                     |                   |                   |                                       |                   |                  |
| 9 de noviembre de 2013                      | Perth             | Australia         | Metro City                            | —                 | —                |
| 11 de noviembre de 2013                     | Brisbane          | Australia         | The Tivoli                            | —                 | —                |
| 12 de noviembre de 2013                     | Sídney            | Australia         | The Star                              | —                 | —                |
| 14 de noviembre de 2013                     | Melbourne         | Australia         | Palace Theatre                        | —                 | —                |
| 16 de noviembre de 2013                     | Auckland          | New Zealand       | Vector Arena                          | —                 | —                |
| 17 de noviembre de 2013                     | Wellington        | New Zealand       | TSB Bank Arena                        | —                 | —                |
| Europa - etapa 2                            |                   |                   |                                       |                   |                  |
| 16 de marzo de 2014                         | Londres           | Inglaterra        | Roundhouse                            | —                 | —                |
| 17 de marzo de 2014                         | Bristol           | Inglaterra        | O2 Academy Bristol                    | —                 | —                |
| 18 de marzo de 2014                         | Birmingham        | Inglaterra        | O2 Academy Birmingham                 | —                 | —                |
| 20 de marzo de 2014                         | Leeds             | Inglaterra        | O2 Academy Leeds                      | —                 | —                |
| 21 de marzo de 2014                         | Manchester        | Inglaterra        | Manchester Academy                    | —                 | —                |
| 22 de marzo de 2014                         | Glasgow           | Scotland          | O2 Academy Glasgow                    | —                 | —                |
| 24 de marzo de 2014                         | Dublin            | Irlanda           | Olympia Theatre                       | 3.163 / 3.163     | $117.653         |
| Norteamérica - etapa 2 (Native Summer Tour) |                   |                   |                                       |                   |                  |
| 28 de mayo de 2014                          | Morrison          | Estados Unidos    | Red Rocks Amphitheatre                | —                 | —                |
| 29 de mayo de 2014                          | Morrison          | Estados Unidos    | Red Rocks Amphitheatre                | —                 | —                |
| 31 de mayo de 2014                          | Albuquerque       | Estados Unidos    | Isleta Amphitheater                   | —                 | —                |
| 1 de junio de 2014                          | Phoenix           | Estados Unidos    | Ak-Chin Pavilion                      | —                 | —                |
| 2 de junio de 2014                          | Chula Vista       | Estados Unidos    | Sleep Train Amphitheatre              | —                 | —                |
| 3 de junio de 2014                          | Irvine            | Estados Unidos    | Verizon Wireless Amphitheatre         | —                 | —                |
| 5 de junio de 2014                          | Los Ángeles       | Estados Unidos    | Hollywood Bowl                        | —                 | —                |
| 6 de junio de 2014                          | Mountain View     | Estados Unidos    | Shoreline Amphitheatre                | —                 | —                |
| 7 de junio de 2014                          | Concord           | Estados Unidos    | Sleep Train Pavilion                  | —                 | —                |
| 8 de junio de 2014                          | Wheatland         | Estados Unidos    | Sleep Train Amphitheatre              | —                 | —                |
| 10 de junio de 2014                         | Ridgefield        | Estados Unidos    | Sleep Country Amphitheater            | —                 | —                |
| 12 de junio de 2014                         | Everett           | Estados Unidos    | Comcast Arena                         | —                 | —                |
| 13 de junio de 2014                         | Boise             | Estados Unidos    | Taco Bell Arena                       | —                 | —                |
| 14 de junio de 2014                         | West Valley City  | Estados Unidos    | USANA Amphitheatre                    | —                 | —                |
| 17 de junio de 2014                         | Minneapolis       | Estados Unidos    | Target Center                         | 9.868 / 9.868     | $416.953         |
| 18 de junio de 2014                         | Highland Park     | Estados Unidos    | Highland Pavilion                     | —                 | —                |
| 19 de junio de 2014                         | Highland Park     | Estados Unidos    | Highland Pavilion                     | —                 | —                |
| 21 de junio de 2014                         | Clarkston         | Estados Unidos    | DTE Energy Music Theatre              | 14.569 / 14.569   | $414.961         |
| 22 de junio de 2014                         | Toronto           | Canadá            | Molson Canadian Amphitheatre          | —                 | —                |
| 24 de junio de 2014                         | Boston            | Estados Unidos    | Blue Hills Bank Pavilion              | —                 | —                |
| 25 de junio de 2014                         | Boston            | Estados Unidos    | Blue Hills Bank Pavilion              | —                 | —                |
| 27 de junio de 2014                         | Bristow           | Estados Unidos    | Jiffy Lube Live                       | —                 | —                |
| 28 de junio de 2014                         | Camden            | Estados Unidos    | Susquehanna Bank Center               | —                 | —                |
| 29 de junio de 2014                         | Wantagh           | Estados Unidos    | Nikon at Jones Beach Theater          | —                 | —                |
| 26 de julio de 2014                         | Ciudad de México  | México            | Palacio de los Deportes               | 10.471 / 13.415   | $543.255         |
| 30 de julio de 2014                         | Omaha             | Estados Unidos    | CenturyLink Center Omaha              | —                 | —                |
| 1 de agosto de 2014                         | Kansas City       | Estados Unidos    | Starlight Theatre                     | —                 | —                |
| 2 de agosto de 2014                         | Maryland Heights  | Estados Unidos    | Verizon Wireless Amphitheater         | —                 | —                |
| 3 de agosto de 2014                         | Noblesville       | Estados Unidos    | Klipsch Music Center                  | —                 | —                |
| 5 de agosto de 2014                         | Cincinnati        | Estados Unidos    | Riverbend Music Center                | —                 | —                |
| 6 de agosto de 2014                         | Cuyahoga Falls    | Estados Unidos    | Blossom Music Center                  | —                 | —                |
| 8 de agosto de 2014                         | Burgettstown      | Estados Unidos    | First Niagara Pavilion                | —                 | —                |
| 9 de agosto de 2014                         | Darien            | Estados Unidos    | Darien Lake PAC                       | —                 | —                |
| 10 de agosto de 2014                        | Holmdel           | Estados Unidos    | PNC Bank Arts Center                  | —                 | —                |
| 12 de agosto de 2014                        | Virginia Beach    | Estados Unidos    | Farm Bureau Live                      | —                 | —                |
| 13 de agosto de 2014                        | Raleigh           | Estados Unidos    | Walnut Creek Amphitheatre             | —                 | —                |
| 14 de agosto de 2014                        | Charlotte         | Estados Unidos    | PNC Music Pavilion                    | —                 | —                |
| 16 de agosto de 2014                        | Tampa             | Estados Unidos    | MidFlorida Credit Union Amphitheatre  | —                 | —                |
| 17 de agosto 17 de 2014                     | West Palm Beach   | Estados Unidos    | Cruzan Amphitheatre                   | —                 | —                |
| 19 de agosto de 2014                        | Atlanta           | Estados Unidos    | Aaron's Amphitheatre                  | —                 | —                |
| 21 de agosto de 2014                        | New Orleans       | Estados Unidos    | UNO Lakefront Arena                   | —                 | —                |
| 22 de agosto de 2014                        | The Woodlands     | Estados Unidos    | Cynthia Woods Mitchell Pavilion       | —                 | —                |
| 23 de agosto de 2014                        | Austin            | Estados Unidos    | Austin360 Amphitheater                | —                 | —                |
| 25 de agosto de 2014                        | San Antonio       | Estados Unidos    | Freeman Coliseum                      | —                 | —                |
| 26 de agosto de 2014                        | Dallas            | Estados Unidos    | Gexa Energy Pavilion                  | —                 | —                |
| 28 de agosto de 2014                        | Tulsa             | Estados Unidos    | BOK Center                            | 7561 / 8251       | $374.585         |
| 1 de septiembre de 2014                     | Morrison          | Estados Unidos    | Red Rocks Amphitheatre                | —                 | —                |
| Europa - etapa 3                            |                   |                   |                                       |                   |                  |
| 19 de octubre de 2014                       | Dublín            | Irlanda           | 3Arena                                | 6340 / 8277       | $357.111         |
| 21 de octubre de 2014                       | Liverpool         | Inglaterra        | EchoTwo                               | —                 | —                |
| 22 de octubre de 2014                       | Londres           | Inglaterra        | The O2 Arena                          | 9136 / 9917       | $473.885         |
| 24 de octubre de 2014                       | París             | France            | Zénith de Paris                       | —                 | —                |
| 25 de octubre de 2014                       | Antwerp           | Bélgica           | Lotto Arena                           | 5649 / 7348       | $257.287         |
| 27 de octubre de 2014                       | Hamburg           | Alemania          | O2 World Hamburg                      | 7704 / 8414       | $343.632         |
| 28 de octubre de 2014                       | Oberhausen        | Alemania          | König Pilsener Arena                  | —                 | —                |
| 30 de octubre de 2014                       | Frankfurt         | Alemania          | Festhalle Frankfurt                   | —                 | —                |
| 31 de octubre de 2014                       | Núremberg         | Alemania          | Arena Nürnberger Versicherung         | —                 | —                |
| 2 de noviembre de 2014                      | Varsovia          | Polonia           | Torwar Hall                           | —                 | —                |
| 3 de noviembre de 2014                      | Vilnius           | Lithuania         | Siemens Arena                         | —                 | —                |
| 5 de noviembre de 2014                      | Minsk             | Belarus           | Minsk Sports Palace                   | —                 | —                |
| 7 de noviembre de 2014                      | Moscú             | Russia            | Stadium Live                          | —                 | —                |
| 9 de noviembre de 2014                      | San Petersburgo   | Russia            | A2 Arena                              | —                 | —                |
| 11 de noviembre de 2014                     | Tallin            | Estonia           | Saku Suurhall Arena                   | —                 | —                |
| 12 de noviembre de 2014                     | Riga              | Latvia            | Arena Riga                            | —                 | —                |
| 14 de noviembre de 2014                     | Praga             | Czech Republic    | O2 Arena                              | —                 | —                |
| 15 de noviembre de 2014                     | Vienna            | Austria           | Wiener Stadthalle                     | —                 | —                |
| 16 de noviembre de 2014                     | Ljubljana         | Slovenia          | Arena Stozice                         | —                 | —                |
| 17 de noviembre de 2014                     | Milán             | Italia            | Mediolanum Forum                      | 11.000 / 11.000   | —                |
| 19 de noviembre de 2014                     | Barcelona         | España            | Palau Sant Jordi                      | —                 | —                |
| 20 de noviembre de 2014                     | Madrid            | España            | Palacio de Deportes de la Comunidad   | —                 | —                |
| 21 de noviembre de 2014                     | Lisboa            | Portugal          | MEO Arena                             | —                 | —                |
| Norteamérica - etapa 3                      |                   |                   |                                       |                   |                  |
| 18 de abril de 2015                         | Quebec City       | Canadá            | Colisée Pepsi                         | 5668 / 6828       | $297.080         |
| 20 de abril de 2015                         | Montreal          | Canadá            | Bell Centre                           | 7295 / 8576       | $380.239         |
| 21 de abril de 2015                         | Ottawa            | Canadá            | Canadian Tire Centre                  | —                 | —                |
| 22 de abril de 2015                         | Londres           | Canadá            | Budweiser Gardens                     | 5657 / 6836       | $258.755         |
| 24 de abril de 2015                         | Toronto           | Canadá            | Air Canadá Centre                     | 11.057 / 11.057   | $509.497         |
| de abril de 25 de 2015                      | Sudbury           | Canadá            | Sudbury Arena                         | —                 | —                |
| 27 de abril de 2015                         | Winnipeg          | Canadá            | MTS Centre                            | —                 | —                |
| 29 de abril de 2015                         | Edmonton          | Canadá            | Rexall Place                          | —                 | —                |
| 30 de abril de 2015                         | Calgary           | Canadá            | Scotiabank Saddledome                 | —                 | —                |
| 2 de mayo de 2015                           | Vancouver         | Canadá            | Rogers Arena                          | —                 | —                |
| Asia - etapa 3                              |                   |                   |                                       |                   |                  |
| 28 de mayo de 2015                          | Tel Aviv          | Israel            | Hayarkon Park                         | 20.000            | —                |
| Europa - etapa 4                            |                   |                   |                                       |                   |                  |
| 30 de mayo de 2015                          | Estambul          | Turquía           | Volkswagen Arena                      | —                 | —                |
| 1 de junio de 2015                          | Skopje            | Macedonia         | Boris Trajkovski Sports Center        | 9000              | —                |
| 2 de junio de 2015                          | Sofía             | Bulgaria          | Arena Armeec                          | 10.000            | —                |
| 4 de junio de 2015                          | Bucarest          | Rumania           | Arenele Romane                        | —                 | —                |
| 6 de junio de 2015                          | Belgrado          | Serbia            | Kombank Arena                         | 20.000            | —                |
| 7 de junio de 2015                          | Budapest          | Hungría           | Papp László Budapest Sportaréna       | —                 | —                |
| 8 de junio de 2015                          | Linz              | Austria           | Castle Clam                           | —                 | —                |
| 9 de junio de 2015                          | Padua             | Italia            | Company Arena                         | —                 | —                |
| 11 de junio de 2015                         | Geneva            | Suiza             | SEG Geneva Arena                      | —                 | —                |
| 12 de junio de 2015                         | Zúrich            | Suiza             | Hallenstadion                         | 13.000 / 13.000   | $947.804         |
| de junio 13 de 2015                         | Germersheim       | Alemania          | Insel in Concert                      | —                 | —                |
| 14 de junio de 2015                         | Landgraaf         | Países Bajos      | Pinkpop Festival                      | —                 | —                |
| 15 de junio de 2015                         | Esch-sur-Alzette  | Luxembourg        | Rockhal                               | —                 | —                |
| África                                      |                   |                   |                                       |                   |                  |
| 19 de junio de 2015                         | Johannesburg      | Sudáfrica         | Coca-Cola Dome                        | —                 | —                |
| 21 de junio de 2015                         | Cape Town         | Sudáfrica         | Grand West Arena                      | —                 | —                |
| Europa - etapa 5                            |                   |                   |                                       |                   |                  |
| 10 de julio de 2015                         | Londres           | Inglaterra        | Wembley Arena                         | —                 | —                |
| 12 de julio de 2015                         | Londres           | Inglaterra        | Wembley Arena                         |                   |                  |
| Norteamérica - etapa 4                      |                   |                   |                                       |                   |                  |
| 12 de julio de 2015                         | Grand Rapids      | Estados Unidos    | Van Andel Arena                       | 4758 / 8364       | $244.275         |
| Sudamérica                                  |                   |                   |                                       |                   |                  |
| 12 de septiembre de 2015 (cancelado)        | Santiago          | Chile             | Movistar Arena                        | —                 | —                |
| 15 de septiembre de 2015 (cancelado)        | Buenos Aires      | Argentina         | Luna Park                             | —                 | —                |
| 18 de septiembre de 2015                    | Río de Janeiro    | Brasil            | Rock in Rio                           | 85.000            | —                |
| 20 de septiembre de 2015                    | São Paulo         | Brasil            | Espaço das Américas                   | 4231 / 6000       | $162.772         |
| Total                                       | Total             | Total             | Total                                 | 155.279 / 173.035 | $6.099.744       |